# Pulitzer-Preis 1977
Der Pulitzer-Preis 1977 war die 61. Verleihung des US-amerikanischen Literaturpreises. Das „Pulitzer Prize Board“ vergab Preise für Arbeiten, die während des Kalenderjahres 1976 entstanden waren.
Die Jury bestand aus 15 Personen unter dem Vorsitz von Joseph Pulitzer, Jr. (III.)

## Bereich Journalismus(Journalism)
| Kategorie                                                  | Preisträger | Begründung |
| ---------------------------------------------------------- | --- | --- |
| Aktuelle Berichterstattung (Breaking News Reporting)       | Margo Huston vom Milwaukee Journal                                                                                | Preis verliehen für ihre Reportagen über ältere Menschen und den Prozess des Alterns. |
| Dienst an der Öffentlichkeit (Public Service)              | The Lufkin News (Texas)                                                                                           | Preis verliehen für einen Nachruf auf einen ortsansässigen Mann, der im Ausbildungslager der Marines starb. Die Berichterstattung führte zu einer Untersuchung dieses Todes und einer grundlegenden Reform der Rekrutierungs- und Ausbildungspraktiken des United States Marine Corps. |
| Investigativer Journalismus (Investigative Reporting)      | Acel Moore und Wendell Rawls, Jr. von The Philadelphia Inquirer                                                   | Preis verliehen für ihre Berichte über die Zustände im Farview, Pennsylvania State Hospital für psychisch Kranke. |
| Kritik (Criticism)                                         | William McPherson von The Washington Post                                                                         | Preis verliehen für seinen Beitrag zu Book World. |
| Karikatur (Editorial Cartooning)                           | Paul Szep von The Boston Globe                                                                                    | |
| Leitartikel (Editorial Writing)                            | Warren L. Lerude, Foster Church und Norman F. Cardoza von der Evening Gazette (Reno) und vom Nevada State Journal | Preis verliehen für Leitartikel, die die Macht eines örtlichen Bordellbesitzers in Frage stellen. |
| Kommentar (Commentary)                                     | George F. Will von The Washington Post Writers Group                                                              | Preis verliehen für herausragende Kommentare zu einer Vielzahl von Themen. |
| Auslandsberichterstattung (International Reporting)        | Kein Preis vergeben                                                                                               | |
| Berichterstattung im Inland (National Reporting)           | Walter Mears von Associated Press                                                                                 | Preis verliehen für seine Berichterstattung über den Präsidentschaftswahlkampf in den Vereinigten Staaten 1976. |
| Aktuelle Fotoberichterstattung (Breaking News Photography) | Stanley Forman vom Boston Herald American Neal Ulevich von Associated Press                                       | Preis verliehen für sein Foto eines Jugendlichen (The Soiling of Old Glory), der bei Unruhen auf der Straße die Flagge als Lanze benutzt. Preis verliehen für eine Fotoserie über Aufruhr und Brutalität in den Straßen Bangkoks.                                                      |
| Feature-Fotoberichterstattung (Feature Photography)        | Robin Hood von der Chattanooga News-Free Press                                                                    | Preis verliehen für sein Foto eines behinderten Veteranen und seines Kindes bei einer Parade zum Tag der Streitkräfte. |

## Bereich Literatur, Theater und Musik(Books, Drama & Music)
| Kategorie                                                   | Preisträger |
| ----------------------------------------------------------- | --- |
| Geschichte (History)                                        | The Impending Crisis, 1841–1867 von David M. Potter, eine posthume Veröffentlichung. Manuskript fertiggestellt von Don E. Fehrenbacher (Harper) |
| Belletristik (Fiction)                                      | Kein Preis vergeben |
| Sachbuch (General Nonfiction)                               | Beautiful Swimmers von William W. Warner (Atlantic-Little Brown) |
| Musik (Music)                                               | Visions of Terror and Wonder von Richard Wernick (Theodore Presser Company) Für Mezzosopran und Orchester, uraufgeführt beim Aspen Music Festival am 19. Juli 1976. Es wurde von der Konferenz für zeitgenössische Musik des Festivals mit Unterstützung des National Endowment for the Arts in Auftrag gegeben. |
| Dichtung (Poetry)                                           | Divine Comedies von James Merrill (Atheneum) |
| Theater (Drama)                                             | The Shadow Box von Michael Cristofer (Drama Book Specialists) |
| Biographie oder Autobiographie (Biography or Autobiography) | A Prince of Our Disorder: The Life of T. E. Lawrence von John E. Mack (Little) |

## Sonderpreise (Special Citations)
| Kategorie | Preisträger | Begründung |
| --------- | ----------- | --- |
| Literatur | Alex Haley  | Besonderer Preis verliehen für Roots (deutsch: Wurzeln), die Geschichte einer schwarzen Familie von ihren Ursprüngen in Afrika über sieben Generationen bis heute in Amerika. |